# Caelontherus
Caelontherus là một chi bọ cánh cứng thuộc họ Scarabaeidae.